# ماريو مندوزا زامبرانو
ماريو مندوزا زامبرانو (بالإسبانية: Mario Mendoza)‏ (1963، بوغوتا في كولومبيا)؛ صحفي، كاتب وروائي كولومبي.